# Dinah Douieb
Pour les articles homonymes, voir Douieb.
Dinah Douieb est une musicienne française d'origine tunisienne, chanteuse, productrice, auteure et compositrice née à Tunis le 1er mars 1961.

## Biographie

### Origines et formation
Dinah Douieb naît à Tunis le 1er mars 1961, d’un père publiciste en médecine et d’une mère secrétaire. Sa famille quitte le pays en 1965 pour s'établir à Marseille, puis en région parisienne à Thiais, dans le Val-de-Marne.
Elle grandit dans un univers musical, où se mêlent des manifestations profanes — aux influences bédouines et touareg, accompagnées de sons classiques égyptiens — et de liturgie hébraïque.
Son père, peintre et danseur autodidacte, lui a transmis ses passions. Elle s'intéresse à la peinture, mais surtout aux bandes dessinées, puis très vite à la musique : au blues, au jazz, à la soul, au rock et à la chanson française.
Elle commence des cours de solfège à neuf ans au conservatoire de Thiais, pour apprendre le piano, faute de moyens, sa mère lui achètera à la place une guitare à dix francs.

### Carrière
Encore imprégnée des sons d’Afrique du Nord dans lesquels elle a baigné, c’est surtout dans le rock des années 1970, plutôt que la variété française, qu'elle trouve un antidote à la morosité, s’affirmant à l'écoute des héros et héroïnes : David Bowie, Led Zeppelin, Black Sabbath, James Brown, Jimi Hendrix, John Lee Hooker, Tina Turner et Barry White.

#### Les Flambeurs
En 1976, sa famille emménage dans le 9e arrondissement de Paris. Exclue du cycle secondaire, commence ainsi une vie de bohème, de rencontres et d’expériences nouvelles.
À la fin des années 1970, Simon Bendahan, guitariste et bassiste funk (avec le groupe Passion Force de Vic Pitts et Titus Williams) lui propose de venir chanter dans son nouveau groupe Les Flambeurs, l'un des premiers groupe de funk rhythm & blues en français. Le groupe enregistre un premier maxi 45 tours signé par le label de Dominique Lamblin et Marc Zermati (Underdog) et distribué par Carrère. Enregistrement suivi, en 1982, par un LP (distribué par RCA). Après un concert au Palais des glaces, en première partie de Wilko Johnson le 30 juin 1982, le groupe se refonde autour de Dinah Douieb et Simon Bendahan et sort un album sur le nouveau label de Dominique Lamblin (Overcat). Le groupe se sépare en 1983. Après un concert au Bobino Rock en première partie de Wilko Johnson le 5 juin 1982, le groupe se refonde autour de Dinah Douieb et Simon Bendahan et enregistre un album (Funky music) qui sort sur le label Overcat en distribution chez RCA en 1983. Le groupe se sépare peu de temps après,,,.
En 1982, Dinah part en voyage avec un ami à bord d'une Peugeot 504 sur les routes du sud de la France et traverse l'Italie du Sud, la Sicile, la Tunisie et le désert du Sahara afin de rejoindre l'Afrique de l'Ouest. Elle va arborer l'Algérie, le Maroc, et découvrir des villes comme Agadez au Niger.
Au Togo, un journaliste de la télévision nationale, auquel elle fait écouter sa cassette, lui propose de tourner un clip. Elle est alors engagée par un groupe de high-life nigérian comme danseuse et choriste. C'est dans ce voyage qu'elle va puiser ses sources musicales, et lui donner l'impulsion pour se lancer dans la production et le management.
Dès son retour à Paris, elle participe à l'élaboration de la sortie d'un guide annuaire du rock : Officiel du Rock en 1989 et de l'Europopbook, à l'initiative du Centre d'information du rock et des variétés. Ensuite, elle organise avec Marc Zermati la venue d'un concert de hip-hop de Queen Latifah avec des jeunes groupes féminins de la scène hip-hop française tels que Destiné, Saliah, The Mice et The Lady's Night, un groupe de sept jeunes danseuses de Double Dutch.
Puis elle organise au Palace, à Paris, la première partie d’Adeva et un set pour le DJ Laurent Garnier au club de La Défense, toujours avec les Ladies Nights. Elle organise en 1990 avec Marc Zermati la venue de Queen Latifah pour un concert à Paris au New Morning. C'est lors de ce concert qu'elle rencontrera « SBG » : Sébastien Bardin Greenberg. Ils élaboreront ensemble au cours des années 2000 la sortie de deux disques : Get Open (Yellow Poductions) et une compilation Open collection, réunissant des musiques hip-hop électroniques (Dinamyte).

### Auteur
En 2023, elle publie, sous le pseudonyme Judith Kush, un premier ouvrage en financement participatif : Speed Ball, une histoire illustrée des drogues. En avril 2024, un article est consacré à ses ouvrages sur le site Gonzaï.

### Expositions
En tant que commissaire d'exposition, elle présente en 2008 à la Galerie Chappe Rock is my Life, une sélection d'images rares sur le thème, sortie de la collection privée de Marc Zermati. Elle organise ensuite l’exposition Gainsbarre 80, du photographe Pierre Terrasson, à la galerie Hautefeuille (2010). Suivra l'exposition Force noire (2012), à la Galerie 59 Rivoli, et les portraits du photographe Pierre Terrasson de Fela Kuti prises lors de son passage à Paris avec son groupe à l’hôtel Lutécia en 1983, lors du concert à Paris, et en 1986 lors d'un festival, et le travail graphique de l’artiste nigérian Lemi Ghariokwu, pionnier de l’AfroPopArt et auteur de nombreuses pochettes de disques pour Fela Kuti à la Galerie 59,,,,.
En 2016, dans le cadre de l'exposition Museum On/Off au centre Pompidou, elle performe pour le collectif Afrikadaa durant la carte blanche pour la cinéaste Pascale Obolo, dans le cadre d'une exposition mettant en scène un « musée spéculatif ». Dans ce musée « conceptuel et fictif », visant à montrer un art décolonisé sous plusieurs formes, Dinah Douieb intervient au milieu de plusieurs autres artistes avec l'objet filmique de Pascale Obolo : Déambulation carnavalesque. Antérieurement à cela, Dinah écrit un article : Northafrobeatz, pour le magazine de ce même collectif, où elle revient sur son parcours et ses influences.

### Musique raï
Sa rencontre avec Cheikha Rabia en 2006, dans un bar de Montreuil, constitue un nouveau tournant, personnel et professionnel. Avec une admiration respectueuse, Dinah travaille désormais à remettre au zénith celle qui reste l'une des dernières grandes divas du raï « roots ». Elle produit une captation lors d'un concert à La Java en 2006, puis au Lavoir moderne parisien en 2007. Le label Dinamyte qu'elle a fondé avec Simon Bendahan produit, en 2008, l'album de raï traditionnel Liberti. Cette réalisation est l’aboutissement de leur coopération et de leur future amitié à travers cette expression. En 2010, Dinah produit le court métrage musical Cheika Rabia Live.

#### Label Dinamyte
En 2009, elle crée un label de musique, Dinamyte, et expérimente plusieurs aspects de la production musicale en fondant par le biais de ce label la compilation Open Collection et va venir produire les œuvres de la chanteuse Cheikha Rabia qu'elle suit depuis 2006. Elle produit son propre album conceptuel NorthAfrobeatz, qui plonge ses racines dans les rythmes et sonorités d’Afrique du Nord, où se mêlent des inspirations de la musique raï et de la danse hypnotique de la transe, rendant aussi hommage aux sonorités électroniques du ténor taalil tunisien Raoul Journo. Par la suite, elle produit un nouveau projet musical, SHRA (Stories in the House of Raw Artz), de dix titres, une nouvelle fois expérimental, où se mélangent des rythmes dub, techno-house, hip-hop, afrobeat, raï, afro-rock psychédélique additionné de guitares électriques saturées.

## Discographie
- Funky Music album ; Overcat, distribution RCA Recorded [23]
- 1980 : Trac ; Lena ; La boule ; Funky Music - Flambeurs maxi 45 tours[24]
- 2021 : NorthAfrobeatz album